# Befreiter Vormund
Ein befreiter Vormund ist ein Vormund, der von bestimmten Pflichten im Bezug auf die Vermögenssorge des Mündels befreit ist. Dies sind im Einzelnen:
- die Genehmigungspflichten durch das Familiengericht bei der Anlage von Mündelgeld sowie bei der Verfügung über Vermögen des Mündels
- die Pflicht zur Eintragung eines Sperrvermerks in das Konto bzw. das Sparbuch oder sonstiges Wertpapier
- die Pflicht zur Rechnungslegung gegenüber dem Familiengericht

Die Eltern können, sofern sie im Testament eine bestimmte Person zum Vormund benennen, diesen zum befreiten Vormund erklären (§ 1801 BGB). Das Familiengericht kann diese Erklärung aufheben, wenn sie das Interesse des Mündels gefährden würde. Der Verein als Vereinsvormund und das Jugendamt als Amtsvormund sind kraft Gesetzes befreite Vormünder.

## Befreiter Betreuer
Analog zum befreiten Vormund gibt es im Betreuungsrecht den befreiten Betreuer. § 1859 Abs. 2 BGB bestimmt einige Personengruppen, die automatisch als befreite Betreuer gelten: Verwandte in gerader Linie (Kinder, Enkel, Urenkel, Eltern, Großeltern), Geschwister, Ehegatte (eingetragene Lebenspartner sind durch § 21 LPartG gleichgestellt). Das Betreuungsgericht kann allerdings im Einzelfall die Befreiung wieder entziehen. Analog zur Regelung beim befreiten Vormund sind der Betreuungsverein und die Betreuungsbehörde, so sie als Betreuer bestellt sind, automatisch befreite Betreuer; dieses Recht kann ihnen nicht entzogen werden.